# No Limit
《No Limit》為日本團體放浪兄弟的第43張單曲，由rhythm zone於2013年9月25日發行。

## 概要
本作是繼前張單曲《Flower Song》後約三個月再次發行的新單曲，為2013年的第3張單曲作品。
單曲販售形態於前作相同，分別以「CD+DVD」和「CD」兩個形態發售。同時也有分初回盤和通常盤兩種。「CD+DVD」版本的單曲的封面設計是成員在大廈牆壁上步行，象徵「繼續挑戰無限的世界」。
A面曲《No Limit》被選為零系可口可樂「Endless Crave篇」和「Endless Crave -No Limit-篇」電視廣告歌曲，廣告由MAKIDAI、AKIRA、TAKAHIRO、KENCHI、KEIJI以及TETSUYA出演；而B面曲則收錄了EXILE ATSUSHI的「L'EST ROSE」廣告歌曲《Colorful Love》。
DVD只收錄了A面曲的MV。音樂影片中的舞蹈片段採用了曾經用於荷里活電影《全面回憶》的攝影器材，是日本國內首次使用。

## 曲目
CD
1. No Limit
作詞：ATSUSHI，作曲：BACHLOGIC、FAST LANE、TESUNG KIM、ANDREW CHOI
2. Colorful Love
作詞：ATSUSHI，作曲：Arno Lucas、Matthew Pittman，編曲：POCHI
3. No Limit（Instrumental）
4. Colorful Love（Instrumental）

DVD
1. No Limit（Video Clip）

## 外部連結
- 單曲宣傳街宣車
  - YouTube上的在澀谷行走的《No Limit》街宣車